# Liste der britischen Flaggen
Diese Liste zeigt die im Allgemeinen gebräuchlichen Flaggen des Vereinigten Königreichs Großbritannien und Nordirland sowie von dessen Landesteilen und Counties, ehemaligen Kolonien, Überseegebieten, historischen Staaten auf dem Gebiet Großbritanniens und anderen historischen Flaggen, Flaggen britischer Institutionen und auf dem Union Jack basierende aktuelle und historische Flaggen ehemaliger britischer Kolonien. Außerdem sind hier die Royal Standards der britischen Königsfamilie im Vereinigten Königreich und weiteren Commonwealth Realms aufgeführt.

## Flagge des Vereinigten Königreichs
| Flagge | Datum | Funktion                           | Beschreibung |
| ------ | ----- | ---------------------------------- | --- |
|        | 1801– | Flagge des Vereinigten Königreichs | Eine Überlagerung des schottischen weißen Andreaskreuzes auf blauem Grund, des irischen roten St.-Patricks-Kreuzes auf weißem Grund und des englischen roten Georgskreuzes. Diese Flagge wird als Union Jack bezeichnet. |

## Flaggen der Landesteile des Vereinigten Königreichs
| Flagge | Datum     | Landesteil                        | Beschreibung |
| ------ | --------- | --------------------------------- | --- |
|        | 13. Jhd.– | Flagge des Königreichs England    | Rotes Georgskreuz auf weißem Grund                                                                                                 |
|        | 1973–     | Flagge der Provinz Nordirland     | Seit 1973 wird offiziell der Union Jack verwendet. Republikaner nutzen die Flagge Irlands, Royalisten die Red Hand Flag of Ulster. |
|        | 9. Jhd.–  | Flagge des Königreichs Schottland | Weißes Andreaskreuz auf blauem Grund                                                                                               |
|        | 1959–     | Flagge des Fürstentums Wales      | Roter Drache auf weiß-grünem Feld                                                                                                  |

## Flaggen der direkt der britischen Krone unterstellten Gebiete (Crown dependencies)

### Kanalinseln
| Flagge | Datum | Landesteil                                  | Beschreibung                                                                                                |
| ------ | ----- | ------------------------------------------- | --- |
|        | 1993– | Flagge von Alderney                         | Rotes Georgskreuz auf weißem Grund mit dem Wappen Alderneys im Zentrum                                      |
|        | 1967– | Flagge von Brecqhou                         | Rotes Georgskreuz mit dem Wappen der Normandie in der Gösch und dem Wappen von Brecqhou im unteren Flugteil |
|        | 1985– | Flagge von Guernsey                         | Rotes Georgskreuz auf weißem Grund überlagert mit einem zentralen goldenen Kreuz                            |
|        |       | Handelsflagge von Guernsey                  | Red Ensign mit goldenem Kreuz im Flugteil                                                                   |
|        |       | Seedienstflagge von Guernsey                | Blue Ensign mit goldenem Kreuz im Flugteil                                                                  |
|        |       | Flagge des Lieutenant Governor von Guernsey | Union Flag mit umkranztem Wappen Guernseys im Zentrum                                                       |
|        |       | Flagge von Herm                             | Rotes Georgskreuz mit einem Banner des Wappens von Herm in der Gösch                                        |
|        | 1981– | Flagge von Jersey                           | Rotes Andreaskreuz auf weißem Grund mit dem gekrönten Wappen Jerseys im oberen Zentrum                      |
|        | 2010– | Handelsflagge von Jersey                    | Red Ensign mit gekröntem Wappen Jerseys im Flugteil                                                         |
|        | 1907– | Seedienstflagge von Jersey                  | Blue Ensign mit Wappen Jerseys im Flugteil                                                                  |
|        |       | Flagge des Lieutenant Governor von Jersey   | Union Flag mit umkranztem Wappen Jerseys im Zentrum                                                         |
|        | 1938– | Flagge von Sark                             | Rotes Georgskreuz mit dem Wappen der Normandie in der Gösch                                                 |

### Isle of Man
| Flagge | Datum | Landesteil                                 | Beschreibung |
| ------ | ----- | ------------------------------------------ | --- |
|        |       | Flagge der Isle of Man                     | Im Zentrum der roten Flagge eine keltische Triskele (3 in Form eines gleichseitigen Dreiecks angeordnete Beine) |
|        |       | Handelsflagge der Insel Man                | Red Ensign mit keltischer Triskele im Flugteil                                                                  |
|        |       | Flagge des Vizegouverneurs der Isle of Man | Union Jack mit umkranztem Wappenschild der Isle of Man mit keltischer Triskele im Zentrum                       |

## Flaggen derBritischen Überseegebiete
| Flagge | Datum | Überseegebiet                                                                                         | Beschreibung |
| ------ | ----- | --- | --- |
|        | 1960– | Akrotiri und Dhekelia (Britische Militärbasen auf Zypern)                                             | Die Union Jack wird vorläufig benutzt |
|        | 1990– | Flagge von Anguilla                                                                                   | Blue Ensign mit dem Wappen Anguillas (3 Delfine) |
|        | 1990– | Flagge des Gouverneurs Anguillas                                                                      | Union Jack mit dem umkranzten Wappen Anguillas im Zentrum |
|        | 2013– | Flagge von Ascension (zu St. Helena gehörend)                                                         | Blue Ensign mit dem Wappen Ascensions |
|        | 1910– | Flagge von Bermuda                                                                                    | Red Ensign mit dem Wappen Bermudas (Löwe, Schild und strandendes Schiff) |
|        |       | Flagge des Gouverneurs Bermudas                                                                       | Union Jack mit dem umkranzten Wappen Bermudas im Zentrum |
|        | 1963– | Flagge des Britischen Antarktis-Territoriums (international nicht anerkannt, siehe Antarktis-Vertrag) | White Ensign ohne Georgskreuz mit dem Wappen des Britischen Antarktis-Territoriums |
|        |       | Regierungsflagge des Britischen Antarktis-Territoriums                                                | Blue Ensign mit dem Wappen des Britischen Antarktis-Territoriums |
|        | 1962– | Flagge des Kommissars des Britischen Antarktis-Territoriums                                           | Union Jack mit dem umkranzten Wappen des Britischen Antarktis-Territoriums im Zentrum |
|        | 1960– | Flagge der Britischen Jungferninseln                                                                  | Blue Ensign mit dem Wappen der Britischen Jungferninseln (Jungfrau mit Öllampe auf grünem Grund, umkranzt von zwölf Öllampen und dem Wappenspruch VIGILATE)                              |
|        | 1948– | Handelsflagge der Britischen Jungferninseln                                                           | Red Ensign mit dem Wappen der Britischen Jungferninseln |
|        | 1971– | Flagge des Gouverneurs der Britischen Jungferninseln                                                  | Union Jack mit dem umkranzten Wappen der Britischen Jungferninseln im Zentrum |
|        |       | Flagge des Britischen Territoriums im Indischen Ozean                                                 | 6 blaue Wellenlinien auf weißem Grund, Union Jack in der Gösch und Palme mit Krone als Wappen im Flugteil                                                                                |
|        | 1958– | Flagge der Cayman Islands                                                                             | Blue Ensign mit dem Wappen der Kaimaninseln (Schildkröte, Ananas, englischer Löwe, 3 Sterne, blaue Wellenlinien und Wappenspruch: HE HATH FOUNDED IT UPON THE SEAS)                      |
|        |       | Handelsflagge der Kaimaninseln                                                                        | Red Ensign mit dem Wappen der Kaimaninseln |
|        | 1971– | Flagge des Gouverneurs der Kaimaninseln                                                               | Union Jack mit dem umkranzten Wappen der Kaimaninseln im Zentrum |
|        | 1948– | Flagge der Falklandinseln                                                                             | Blue Ensign mit dem Wappen der Falklandinseln (Widder, blau-weiße Wellenlinien, Segelschiff und Wappenspruch: Desire the right)                                                          |
|        | 1948– | Handelsflagge der Falklandinseln                                                                      | Red Ensign mit dem Wappen der Falklandinseln |
|        | 1948– | Flagge des Gouverneurs der Falklandinseln                                                             | Union Jack mit dem umkranzten Wappen der Falklandinseln im Zentrum |
|        | 1982– | Flagge von Gibraltar                                                                                  | Weiße Flagge mit rotem Streifen unten, im Zentrum eine rote dreitürmige Burg mit goldenem Schlüssel                                                                                      |
|        | 1921– | Regierungsflagge von Gibraltar                                                                        | Blue Ensign mit dem Wappen Gibraltars |
|        | 1996– | Handelsflagge von Gibraltar                                                                           | Red Ensign mit dem Wappen Gibraltars |
|        |       | Flagge des Gouverneurs von Gibraltar                                                                  | Union Jack mit dem umkranzten Wappen Gibraltars im Zentrum |
|        |       | Flagge von Montserrat                                                                                 | Blue Ensign mit dem Wappen Montserrats (schwarzes lateinisches Kreuz, mit grüngekleideter Jungfrau, die eine Harfe hält auf hellblau-braunem Hintergrund)                                |
|        | 1948– | Flagge des Gouverneurs von Montserrat                                                                 | Union Jack mit dem umkranzten Wappen Montserrats im Zentrum |
|        | 1984– | Flagge der Pitcairninseln                                                                             | Blue Ensign mit dem Wappen der Pitcairninseln |
|        |       | Flagge des Gouverneurs der Pitcairninseln                                                             | Union Jack mit dem umkranzten Wappen der Pitcairninseln im Zentrum |
|        | 1984– | Flagge von St. Helena                                                                                 | Blue Ensign mit dem Wappen von St. Helena (dreimastiges Segelschiff mit dem englischen Georgskreuz als Heckflagge auf grünem Wasser vor steilen braunen Klippen und einen Vogel darüber) |
|        |       | Flagge des Gouverneurs von St. Helena                                                                 | Union Jack mit dem umkranzten Wappen St. Helenas im Zentrum |
|        | 2002– | Flagge von Tristan da Cunha (zu St. Helena gehörend)                                                  | Blue Ensign mit dem Wappen von Tristan da Cunha (Fischerboot über einer Seekrone, 4 Albatrosse im Schild umrahmt von 2 Langusten, Wappenspruch: Our faith is our strength)               |
|        | 1999– | Flagge des Administrators von Tristan da Cunha                                                        | Union Jack mit dem umkranzten Wappen Tristan da Cunhas im Zentrum |
|        | 1985– | Flagge von Südgeorgien und den Südlichen Sandwichinseln                                               | Blue Ensign mit dem Wappen von Südgeorgien und den Südlichen Sandwichinseln |
|        | 1948– | Flagge des Kommissars Südgeorgiens und der Südlichen Sandwichinseln                                   | Union Jack mit dem umkranzten Wappen Südgeorgiens und der Südlichen Sandwichinseln im Zentrum                                                                                            |
|        | 1968– | Flagge der Turks- und Caicosinseln                                                                    | Blue Ensign mit dem Wappen der Turks- und Caicosinseln (auf ockergelbem Schild die Schale einer Flügelschnecke, ein Hummer und ein Kaktus)                                               |
|        | 1948– | Flagge des Gouverneurs der Turks- und Caicosinseln                                                    | Union Jack mit dem umkranzten Wappen der Turks- und Caicosinseln im Zentrum |

## Dienst- und Handelsflaggen
| Flagge | Datum | Funktion                                                   | Beschreibung |
| ------ | ----- | ---------------------------------------------------------- | --- |
|        | 1801– | Blue Ensign – Dienstflagge zur See (seit 1864)             | Union Jack als Gösch auf blauem Tuch. Das Blau des Tuches entspricht dem des Union Jacks. |
|        | 1801– | Red Ensign – Handelsflagge (seit 1864)                     | Union Jack als Gösch auf rotem Tuch. Das Rot des Tuches entspricht dem des Union Jacks. |
|        |       | White Ensign – See-Kriegsflagge                            | Union Jack als Gösch auf der Flagge Englands. |
|        |       | Flagge der Britischen Armee                                | Krone mit Löwe auf zwei gekreuzten Schwerten und rotem Tuch |
|        | 1921– | Flagge der Royal Air Force                                 | Union Jack als Gösch auf blauem Tuch. Blau des Tuches ist heller als das des Union Jacks. Im Flugteil das Hoheitszeichen (Die Kokarde – drei konzentrische Kreise, der Äußere in blau, der Nächste in weiß und der Zentrale in rot) der britischen Luftwaffe als Wappen. |
|        |       | Flagge in der zivilen Luftfahrt                            | Union Jack als Gösch auf blauem Tuch. Blau des Tuches ist heller als das des Union Jacks. Im Zentrum ein der Flagge Englands ähnliches weiß umrandetes blaues Georgskreuz. Das Blau des Kreuzes entspricht dem des Union Jacks.                                          |
|        |       | Flagge des Zivilschutzes                                   | Union Jack als Gösch auf gelbem Tuch. Der untere Flugteil ist im Blau des Union Jack gehalten. |
|        |       | Lotsen-Flagge                                              | Weiß umrandeter Union Jack |
|        |       | Flagge der Lord Lieutenants                                | Union Jack mit Krone und Schwert |
|        |       | Flagge der Royal Fleet Auxiliary (Hilfsschiffe der Marine) | Blue Ensign mit einem goldenen Anker im Flugteil |

## Flaggen der Kirche
| Flagge | Datum | Funktion                               | Beschreibung |
| ------ | ----- | -------------------------------------- | --- |
|        |       | Flagge der Anglikanischen Gemeinschaft | An der blauen Flagge ist das Symbol der Anglikanischen Gemeinschaft (eine Windrose und eine Mitra; im Zentrum ist ein Georgskreuz). Der Wahlspruch Ἡ ἀλήθεια ἐλευθερώσει ὑμᾶς (griechisch: „Die Wahrheit wird euch frei machen“) ist ein Zitat von Johannes 8,32. |
|        |       | Flagge der Kirche von Irland           | Rotes Andreaskreuz auf weißem Grund |
|        |       | Flagge der Kirche von Schottland       | Weißes Andreaskreuz auf blauem Grund mit dem Brennender Dornbusch im Zentrum |
|        |       | Flagge der Kirche in Wales             | Blaues Georgskreuz auf weißem Grund mit einem goldenen Keltenkreuz im Zentrum |

## Diplomatische Flaggen
| Flagge | Datum | Funktion | Beschreibung                                                     |
| ------ | ----- | --- | ---------------------------------------------------------------- |
|        |       | Flagge der britischen Botschaften                                                                                        | Union Jack mit dem Wappen des Vereinigten Königreichs im Zentrum |
|        |       | Flagge der britischen Hochkommissariate (diplomatische Vertretungen in den Mitgliedsstaaten des Commonwealth of Nations) | Union Jack                                                       |
|        |       | Flagge der britischen Konsulate                                                                                          | Union Jack mit der britischen Krone im Zentrum                   |

## Royal Standards (Flaggen derKöniglichen Familie)
siehe auch: Britische Monarchie 
| Flagge | Datum | Königreich                                       | Beschreibung |
| ------ | ----- | ------------------------------------------------ | --- |
|        | 1826– | Royal Standard von England, Nordirland und Wales | Im oberen Liek und unteren Flugteil das Wappen Englands, im unteren Liek das Wappen Nordirlands, im oberen Flugteil das Wappen Schottlands |
|        | 1826– | Royal Standard von Schottland                    | Im oberen Liek und unteren Flugteil das Wappen Schottlands, im unteren Liek das Wappen Nordirlands, im oberen Flugteil das Wappen Englands |

### Flaggen der KöniginElisabeth II.
| Flagge | Datum | Commonwealth Realm                                         | Beschreibung |
| ------ | ----- | ---------------------------------------------------------- | --- |
|        |       | Royal Standard von Australien                              | Die 6 Felder der Flagge zeigen im Uhrzeigersinn die Symbole der Bundesstaaten New South Wales, Victoria, Queensland, South Australia, Western Australia und Tasmanien. Im Zentrum ein siebenzackiger Stern mit einem gekrönten E in der Mitte.                    |
|        |       | Royal Standard von Jamaika                                 | Flagge Englands, mit goldenen Ananas in den 4 Armen des Kreuzes und einem goldenen rosenumkranzten, gekrönten E im Zentrum. |
|        |       | Royal Standard von Kanada                                  | Die oberen zwei Drittel entsprechen dem Royal Standard von England, abgesehen vom unteren rechten Teil, der die französische Lilie zeigt. Das untere Drittel zeigt drei rote Ahornblätter auf weißem Grund. Im Zentrum ein goldenes rosenumkranztes, gekröntes E. |
|        |       | Royal Standard von Neuseeland                              | In den 4 Ecken 4 Felder, getrennt durch ein senkrechtes weißes Band, im Zentrum ein gekröntes goldenes E mit einem Schiff darüber und darunter, in den Feldern im Uhrzeigersinn: Kreuz des Südens, Goldenes Vlies, 2 gekreuzte goldene Hämmer und goldene Garbe.  |
|        | 1952– | Royal Standard weiterer Realms des Commonwealth of Nations | Rosenumrandetes gekröntes goldenes E auf blauem Grund |

### Historische Royal Standards
| Flagge | Datum     | Funktion                | Beschreibung |
| ------ | --------- | ----------------------- | --- |
|        | 1406–1603 | Flagge des Hauses Tudor | Das Wappen Englands, viergeteilt durch die Standarte des Königs von Frankreich – die Fleur-de-Lis repräsentiert den Anspruch auf den französischen Thron. |

## Traditionelle Grafschaften

### England
| Flagge | Datum  | Region                                 | Beschreibung |
| ------ | ------ | -------------------------------------- | --- |
|        |        | Flagge von Bedfordshire                | |
|        | 2017 – | Flagge von Berkshire                   | Ein goldenes Feld mit einem Baum und einem Hirsch |
|        | 2011 – | Flagge der Grafschaft Buckinghamshire  | Links rot, rechts schwarz, mit einem weißen Schwan, halsgekrönt, im Zentrum                                                                                 |
|        | 2015 – | Flagge der Grafschaft Cambridgeshire   | Blau mit den drei Kronen von East Anglia und einem Wellenbalken in Cambridge-Blau                                                                           |
|        | 2013 – | Flagge der Grafschaft Cheshire         | Ein Schwert und drei Garben in Gold auf blauem Grund |
|        |        | Flagge der Grafschaft Cornwall         | Weißes Georgskreuz auf schwarzem Grund |
|        | 2012 - | Flagge der Grafschaft Cumberland       | Grün mit drei Parnassblüten und Wellen in Blau und Weiß |
|        | 2006 – | Flagge der Grafschaft Derbyshire       | Weiß umrandetes grünes Kreuz auf hellblauem Grund, im Zentrum eine gelbe Rose                                                                               |
|        | 2003 – | Flagge der Grafschaft Devon            | Schwarz umrandetes weißes Kreuz auf grünem Grund |
|        | 2008 – | Flagge der Grafschaft Dorset           | Rot umrandetes weißes Kreuz auf gelbem Grund |
|        | 2013 – | Flagge der Grafschaft Durham           | Gelb-blaue Streifenflagge, darüber liegt ein Kreuz, dessen obere Hälfte blau und untere Hälfte gelb ist.                                                    |
|        |        | Flagge der Grafschaft Essex            | Drei weiße sächsische Schwerter mit gelber Hefte auf rotem Grund                                                                                            |
|        | 2008 – | Flagge der Grafschaft Gloucestershire  | Creme umrandetes blaues Kreuz auf grünem Grund |
|        |        | Flagge der Grafschaft Hampshire        | Rot-gelbe Streifenflagge. Auf der roten Hälfte ist eine Angelsächsische Krone; auf der gelben Hälfte ist eine rote Rose.                                    |
|        | 2019 – | Flagge der Grafschaft Herefordshire    | Weiß Stierkopf auf rotem Grund über Wasser. |
|        | 2008 – | Flagge der Grafschaft Hertfordshire    | Vier blaue und vier weiße Wellenlinien, mit einem Hirsch auf gelbem Grund im Herzschild.                                                                    |
|        | 2009   | Flagge der Grafschaft Huntingdonshire  | Grün mit goldenem Jagdhorn |
|        |        | Flagge der Grafschaft Kent             | Weißes Pferd auf rotem Grund |
|        | 2008 – | Flagge der Grafschaft Lancashire       | Rote Rose auf gelbem Grund |
|        | 2005 – | Flagge der Grafschaft Leicestershire   | Rot und weiß, mit hermeline Fünfpass und rote Fuchs. |
|        | 2005 – | Flagge der Grafschaft Lincolnshire     | Gelb umrandetes rotes Kreuz, mit gelber Lilie im Zentrum. Die oberen Liek und unteren Flugteil sind grüne; die unteren Liek und oberen Flugteil sind blaue. |
|        | 1910 – | Flagge der Grafschaft Middlesex        | Eine goldene Krone und drei weiße sächsische Schwerter mit gelber Hefte auf rotem Grund                                                                     |
|        | 2014 – | Flagge der Grafschaft Norfolk          | Schwarz unt gold mit Hermelinstreifen |
|        | 2014 – | Flagge der Grafschaft Northamptonshire | Schwarz umrandetes gelbes Kreuz auf dunkelrotem Grund; im Zentrum eine rote und gelbe Rose                                                                  |
|        | 1951 – | Flagge der Grafschaft Northumberland   | Acht senkrechte Rechtecke in Gelb auf rotem Grund |
|        | 2010 – | Flagge der Grafschaft Nottinghamshire  | Weiß umrandetes rotes Kreuz auf grünem Grund, mit Robin Hood auf weißem Grund im Herzschild.                                                                |
|        | 2007 – | Flagge von Oxfordshire                 | Blau mit wellenförmigen diagonalen Linien, und eines Oches Kopf                                                                                             |
|        | 2015 – | Flagge der Grafschaft Rutland          | Grün mit goldenem Hufeisen und Eicheln |
|        | 2012 – | Flagge der Grafschaft Shropshire       | Blue mit drei Leopardengesichtern und Gold-Hermelin |
|        | 2013 – | Flagge der Grafschaft Somerset         | Roter Drache auf gelbem Grund |
|        | 2016 – | Flagge der Grafschaft Staffordshire    | Gold mit einem roten Chevron und dem Stafford-Knoten |
|        |        | Flagge der Grafschaft Suffolk          | |
|        | 2014 – | Flagge der Grafschaft Surrey           | Blau-goldenes Schachbrettmuster |
|        | 2010 – | Flagge der Grafschaft Sussex           | Sechs gelbe Merletten auf blauem Grund |
|        | 2016 – | Flagge der Grafschaft Warwickshire     | Rot, mit Bär und zerlumptem Stab |
|        | 2011 – | Flagge der Grafschaft Westmorland      | Weiß unt rot mit stilisiertem Apfelbaum |
|        | 2010 – | Flagge der Grafschaft Wiltshire        | Vier grüne und vier weiße Sparren, im Zentrum eine goldene Trappe                                                                                           |
|        | 2013 – | Flagge der Grafschaft Worcestershire   | Zwei blaue Wellenlinien mit weißer Kontur auf grünem Grund, mit drei schwarze Birnen auf weißem Grund im Herzschild.                                        |
|        |        | Flagge der Grafschaft Yorkshire        | Weiße Rose auf blauem Grund |

### Schottland
| Flagge | Datum                      | Region                                   | Beschreibung |
| ------ | -------------------------- | ---------------------------------------- | --- |
|        | 2023 –                     | Flagge von Aberdeenshire                 | Weißes Schloss mit einer goldenen und lila Krone auf goldenem und lila Grund                                       |
|        |                            | Flagge von Angus                         | |
|        | 2023 –                     | Flagge von Banffshire                    | Orange-weiß-blau mit einer weißen Sonne am Oberlift und fünf blau-und-weiß Rondellen                               |
|        | 2023 –                     | Flagge von Berwickshire                  | Blau über grün mit einem weißen springenden Lachs oben und einer Ähre unten, durch eine weiße Kette getrennt       |
|        | 2016 –                     | Flagge der Grafschaft Caithness          | Schwarz mit einem Scaninavia-Kreuz in Gold und Blau, mit einem alten Schiff                                        |
|        | 2018 -                     | Flagge der Grafschaft East Lothian       | Ein blaues Feld mit einem goldenen Saltire, entwertet blau; über allem eine Raute mit einem wuchernden Löwen       |
|        |                            | Flagge der Grafschaft Kirkcudbrightshire | Grün und Weiß mit dem Kreuz von St. Cuthbert                                                                       |
|        | 2023 –                     | Flagge von Morayshire                    | Grüner senkrechter Streifen mit Garbe; orange und blaue horizontale Streifen, geteilt mit Wellenlinie              |
|        | 2007 –                     | Flagge der Orkney-Inseln                 | Blaues skandinavisches Kreuz mit gelber Kontur auf rotem Grund                                                     |
|        | 1969 – seit 2005 offiziell | Flagge der Shetlandinseln                | Weißes skandinavisches Kreuz auf blauem Grund                                                                      |
|        | 2018 –                     | Flagge der Grafschaft Sutherland         | Weiß mit einem schwarzen Saltire, der ein schwarzes skandinavisches Kreuz schneidet, eine Sonnenfigur in der Mitte |

### Wales
| Flagge | Datum  | Region                                | Beschreibung                                                                         |
| ------ | ------ | ------------------------------------- | ------------------------------------------------------------------------------------ |
|        | 2014 – | Flagge der Insel Anglesey             | Drei Löwen und eine Sparre in Gold auf rotem Grund                                   |
|        | 2010 – | Flagge der Grafschaft Caernarfonshire | Grün mit drei Adlern                                                                 |
|        | 2015 – | Flagge der Grafschaft Flintshire      | Weiß; ein kreuzgravierter Blumenflor in Schwarz zwischen vier kornischen Alpendohlen |
|        | 2013 – | Flagge der Grafschaft Glamorgan       | Drei weiße Sparren auf rotem Grund                                                   |
|        | 2015 – | Flagge der Grafschaft Merionethshire  | Blau mit drei Ziegen, die gegen die aufgehende Sonne tanzen                          |
|        | 2011 – | Flagge der Grafschaft Monmouthshire   | Links blau, rechts schwarz, mit drei gelben Lilien                                   |
|        | 1988 – | Flagge der Grafschaft Pembrokeshire   | Gelbes Kreuz auf blauem Grund; im Zentrum eine rote und weiße Rose                   |

## Regionale und inoffizielle Flaggen

### England
| Flagge | Datum | Region                                                       | Beschreibung                                                            |
| ------ | ----- | ------------------------------------------------------------ | ----------------------------------------------------------------------- |
|        |       | Flagge der City of London                                    | Flagge Englands mit einem roten senkrechten Schwert im oberen Liek      |
|        |       | Flagge der Zeremoniellen Grafschaft Cumbria                  |                                                                         |
|        |       | Flagge der Zeremoniellen Grafschaft East Riding of Yorkshire |                                                                         |
|        |       | Flagge der Zeremoniellen Grafschaft East Sussex              |                                                                         |
|        |       | Flagge der Zeremoniellen Grafschaft Isle of Wight            |                                                                         |
|        |       | Flagge der Gegend Mercia                                     | Gelbes Andreaskreuz auf blauem Grund                                    |
|        |       | Flagge der Zeremoniellen Grafschaft North Yorkshire          |                                                                         |
|        |       | Flagge der Gegend Ostanglien                                 | Flagge Englands mit drei goldenen Kronen auf blauem Grund im Herzschild |
|        |       | Flagge der Zeremoniellen Grafschaft West Sussex              |                                                                         |

### Schottland
| Flagge | Datum | Region                     | Beschreibung                                                                      |
| ------ | ----- | -------------------------- | --------------------------------------------------------------------------------- |
|        |       | Flagge der Äußere Hebriden | Drei schwarze Segelschiffe und fünf blaue und weiße Wellenlinien auf gelbem Grund |
|        | 2020– | Flagge der Insel Skye      | Gelbes Birlinn, gelbes Skandinavisches Kreuz und weißer Ring auf blauem Grund     |

## Flagge des Commonwealth of Nations
| Flagge | Datum | Organisation                       | Beschreibung                                                                        |
| ------ | ----- | ---------------------------------- | ----------------------------------------------------------------------------------- |
|        | 2013– | Flagge des Commonwealth of Nations | Blaue Flagge mit einem Globus im Zentrum, der von einem stilisierten C umfasst wird |

## Historische Flaggen

### Historische Flaggen des Vereinigten Königreichs und seiner Glieder
| Flagge | Datum               | Funktion                                                                                           | Beschreibung |
| ------ | ------------------- | -------------------------------------------------------------------------------------------------- | --- |
|        | 1606–1649 1660–1801 | Flagge Britanniens nach der Personalunion zwischen England und Schottland                          | Überlagerung aus schottischer und englischer Flagge |
|        | 1649–1651           | Flagge des Commonwealth of England                                                                 | Im Liek das rote englische Georgskreuz, im Flugteil die Keltische Harfe Irlands.                                                                                     |
|        | 1651–1658           | Flagge des Commonwealth of England                                                                 | Im oberen Liek und dem unteren Flugteil das rote englische Georgskreuz, im unteren Liek und dem oberen Flugteil das weiße schottische Andreaskreuz auf blauem Grund. |
|        | 1658–1660           | Flagge des Protektorates                                                                           | Überlagerung aus schottischer und englischer Flagge, mit einer goldenen keltischen Harfe (Irland) auf blauem Grund im Herzschild.                                    |
|        | 17. Jhd.            | Englischer Blue Ensign                                                                             | Blaue Flagge mit der Flagge Englands in der Gösch |
|        | 1707–1801           | Britischer Blue Ensign                                                                             | Blaue Flagge mit dem ersten Union Jack in der Gösch |
|        | 17. Jhd.            | Englischer Red Ensign                                                                              | Rote Flagge mit der Flagge Englands in der Gösch |
|        | 1634–1707           | Schottischer Red Ensign                                                                            | Rote Flagge mit der Flagge Schottlands in der Gösch |
|        | 1707–1801           | Britischer Red Ensign                                                                              | Rote Flagge mit dem ersten Union Jack in der Gösch |
|        |                     | Traditionelle Flagge Schottlands                                                                   | Weißes Andreaskreuz auf himmelblauem Grund (helleres Blau als in der aktuellen Form)                                                                                 |
|        | 1807–1953           | historische Flagge von Wales                                                                       | 1. Variante der Y Ddraig Goch-Flagge |
|        | 1953–1959           | historische Flagge von Wales                                                                       | Weiß-grüne Streifenflagge mit gekröntem, gekränztem Wappenschild mit rotem Drachen auf weiß-grünem Grund                                                             |
|        |                     | St. Patricks-Kreuz Flagge Irlands vor der Unabhängigkeit                                           | Rotes Andreaskreuz auf weißem Grund (seit 1801 Bestandteil des Union Jack)                                                                                           |
|        | 1924–1973           | Red Hand Flag of Ulster Flagge Nordirlands (heute inoffizielle Flagge der nordirischen Royalisten) | Flagge Englands mit einem sechszackigen gekrönten, weißen Stern im Zentrum, der eine rote rechte Hand umfasst                                                        |
|        | 1801–1922           | Flagge des Lord Lieutenant of Ireland                                                              | Union Jack mit der irischen Harfe im Zentrum |

### Weitere historische Flaggen
| Flagge | Datum              | Funktion                                                                                 | Beschreibung |
| ------ | ------------------ | ---------------------------------------------------------------------------------------- | --- |
|        | 1600–1707          | Flagge der Britischen Ostindien-Kompanie                                                 | 5 rote Querstreifen auf weißem Grund mit der Flagge Englands in der Gösch                                                                                   |
|        | 1707–1801          | Flagge der Britischen Ostindien-Kompanie nach der Vereinigung von England und Schottland | 7 dunkelrote Querstreifen auf weißem Grund mit dem ersten Union Jack in der Gösch                                                                           |
|        | 1801–1858          | Flagge der Britischen Ostindien-Kompanie nach der staatlichen Integration Irlands        | 7 dunkelrote Querstreifen auf weißem Grund mit dem Union Jack in der Gösch                                                                                  |
|        | 1888–1899          | Flagge der Royal Niger Company                                                           | White Ensign mit einem roten Kreis und drei schwarzen Armen mit den goldenen Wörtern Ars, Jus und Pax                                                       |
|        | –1981              | alte Flagge Jerseys                                                                      | St.-Patricks-Kreuz auf weißem Tuch |
|        | –1985              | alte Flagge Guernseys                                                                    | Georgskreuz auf weißem Tuch |
|        | 17. bis 19. Jh.    | Green Ensign                                                                             | Inoffizielle Flagge irischer Handelsschiffe |
|        | 19. Jh. – ca. 1922 | Green Ensign                                                                             | Inoffizielle Flagge irischer Handelsschiffe |
|        | 1910–1945          | Flagge des Britischen Empire                                                             | Inoffizielle Flagge des Britischen Empire mit Symbolen der Dominions, um ihren wachsenden Status im Verhältnis zum Vereinigten Königreich zu repräsentieren |

### Historische Kolonialflaggen desEmpire
| Flagge | Datum                | Kolonie                                                                                 | Beschreibung |
| ------ | -------------------- | --------------------------------------------------------------------------------------- | --- |
|        | –1967                | Kolonialflagge von Antigua und Barbuda                                                  | Blue Ensign mit dem Wappen Antiguas und Barbudas (Wappenschild mit Blick auf Küste mit Berg, Wolke und Palme) in weißem Kreis |
|        | 1885–1958            | Kolonialflagge von Barbados                                                             | Blue Ensign mit Emblem von Barbados |
|        | 1958–1966            | Kolonialflagge von Barbados                                                             | Blue Ensign mit dem Wappen von Barbados in weißem Kreis |
|        | 1937–1948            | Kolonialflagge von Burma                                                                | Blue Ensign mit Emblem Burmas (Pfau) |
|        | 1815–1948            | Kolonialflagge von Britisch-Ceylon                                                      | Blue Ensign mit Emblem Ceylons (umkranzter Elefant mit Tempel) |
|        | 1958–1967            | Kolonialflagge von St. Christopher-Nevis-Anguilla                                       | Blue Ensign mit Wappen der Region in weißem Kreis |
|        | 1967–1983            | Kolonialflagge von St. Christopher-Nevis-Anguilla                                       | Streifenflagge Tripel Palm |
|        | 1955–1965            | Kolonialflagge von Dominica                                                             | Blue Ensign mit Wappenschild Dominicas (Schiff in einer Bucht mit roter Sonne) |
|        | 1965–1978            | Kolonialflagge von Dominica                                                             | Blue Ensign mit Wappen Dominicas |
|        | 1976–1978            | Kolonialflagge der Elliceinseln (heute: Tuvalu)                                         | Blue Ensign mit dem Wappen der Ellice Inseln, das heute das Wappen Tuvalus ist. (Goldener mit 8 Muscheln und Bananenblättern umrandeter Schild mit Hütte unter blauem Himmel auf grünem Boden, darunter 4 blaue Wellenlinien) |
|        | 1865–1933            | Kolonialflagge der Falklandinseln                                                       | Blue Ensign mit dem Wappen der Falklandinseln (Kreisrund, im Vordergrund grünes Land mit Rind, im Mittelgrund der Falklandsund mit dem Schiff Desire, dahinter weiteres Land.) |
|        | 1933–1945            | Kolonialflagge der Falklandinseln                                                       | Blue Ensign mit dem Wappen der Falklandinseln (quergeteilt, unten links brauner Seelöwe auf ockergelbem Grund, oben rechts die halbe Desire, umrandet vom Wahlspruch: Desire The Right) |
|        | 1945–1999            | Kolonialflagge der Falklandinseln                                                       | Blue Ensign mit dem Wappen der Falklandinseln in weißem Kreis |
|        | 1930–1970            | Kolonialflagge Fidschis                                                                 | Blue Ensign mit dem Wappen Fidschis (Auslegerboot über englischem Löwen, der eine Kokosnuss in den Pranken hält, darunter durch Georgskreuz geviertelter weißer Schild. In den 4 Ecken von oben links beginnend im Uhrzeigersinn: Zuckerrohrpflanze, Palme, Bananenstaude und Friedenstaube. Schildhalter sind 2 einheimische mit Lendenschurz bekleidete Krieger, der rechte mit Keule, der linke mit Speer.) |
|        | 1821–1888            | Flagge Britisch-Westafrikas (heute Gambia, Ghana, Nigeria und Sierra Leone)             | Blue Ensign mit dem Wappen Britisch-Westafrikas (Elefant auf gelbem Sand vor grünen Bergen und einer grünen Palme, darunter in roter Schrift: „West Africa“) |
|        | 1821–1888            | Flagge des Gouverneurs von Britisch-Westafrika                                          | Union Jack mit dem Wappen Britisch-Westafrikas im Zentrum |
|        | 1888–1965            | Kolonialflagge Britisch-Gambias                                                         | Blue Ensign mit dem Wappen Britisch-Gambias (Elefant auf gelbem Sand vor grünen Bergen und einer grünen Palme, darunter in roter Schrift: „G.“) |
|        | 1888–1965            | Flagge des Gouverneurs von Britisch-Gambia                                              | Union Jack mit dem Wappen Britisch-Gambias im Zentrum |
|        | 1875–1921            | Kolonialflagge Gibraltars                                                               | Blue Ensign mit dem Wappen Gibraltars im Flugteil |
|        | 1937–1979            | Kolonialflagge der Gilbert- und Elliceinseln (heute Kiribati und Tuvalu)                | Blue Ensign mit dem Wappen der Gilbert und Ellice Inseln, das seit 1979 mit einem veränderten Wappenspruch das Wappen Kiribatis ist. (hellgelber Fregattvogel über aufgehender Sonne, darunter 6 weiß-blau gewellte Streifen) |
|        | 1888–1957            | Kolonialflagge der Goldküste (heute Ghana)                                              | Blue Ensign mit dem Wappen der Goldküste (wie Wappen Britisch-Westafrikas, darunter in roter Schrift: „G.C.“) |
|        | 1903–1974            | Kolonialflagge Grenadas                                                                 | Blue Ensign mit dem Wappen Grenadas (hölzernes Schiff mit weißen Segeln auf blauem Meer, vor brauner Küstenlinie und blauem Himmel) |
|        | 1875–1903            | Kolonialflagge Grenadas                                                                 | Blue Ensign mit dem Wappen Grenadas (Zuckerrohrmühle mit vier Sklaven und Kuh, darunter der Spruch HAE TIBI ERUNT ARTES) |
|        | 1919–1954            | Kolonialflagge Britisch-Guayanas (heute Guyana)                                         | Blue Ensign mit dem Wappen Britisch-Guayanas (weißer Kreis mit hellblauem Schild, darauf ein Segelschiff) |
|        | 1919–1981            | Kolonialflagge von Britisch-Honduras (heute Belize)                                     | Blue Ensign mit dem Wappen von Britisch-Honduras (dreigeteilt: Union Jack, Werkzeug, Schiff) |
|        | 1870–1876            | Kolonialflagge Hongkongs                                                                | Blue Ensign mit dem Wappen Hongkongs (gekröntes schwarzes H.K. auf einem weißen Kreis) |
|        | 1876–1941, 1945–1955 | Kolonialflagge Hongkongs                                                                | Blue Ensign mit dem Wappen Hongkongs (kreisrund, Hafenszene mit braunem Land, 3 Personen, 2 in traditioneller chinesischer Kleidung und 6 graue Paketen, darüber blaues Meer mit einer Dschunke und einem englischen Segelschiff, im Hintergrund grüne Berge und blauer Himmel am Morgen mit weißen Wolken) |
|        | 1955–1959            | Kolonialflagge Hongkongs                                                                | Blue Ensign mit dem Wappen Hongkongs (ein ähnliches Motiv wie bis 1955, gelbes Ufer mit 3 Personen, 3 gelben Warenpaketen und 4 Warensäcke, 2 Segelschiffe auf dem Meer und im Hintergrund Berge im blauen Licht und blauer Himmel mit weißen Wolken) |
|        | 1959–1997            | Kolonialflagge Hongkongs                                                                | Blue Ensign mit dem Wappen Hongkongs (weißer Kreis, Wappenschild mit goldener Krone auf rotem Grund oben und 2 goldenen Dschunken unten, darunter auf grünem Grund der Name der Kolonie Hong Kong, als Schildträger links ein goldener gekrönter Löwe, rechts ein chinesischer Drache) |
|        | 1858–1947            | Kolonialflagge Britisch-Indiens                                                         | Red Ensign mit dem Schild des Order of the Star of India |
|        | 1858–1947            | Seeflagge Britisch-Indiens                                                              | Blue Ensign mit dem Star of India |
|        | 1885–1947            | Flagge des Vizekönigs von Indien                                                        | Union Jack mit dem Wappen Britisch-Indiens im Zentrum und einer Krone darüber |
|        | 1815–1864            | Flagge der Republik der Ionischen Inseln                                                | Rotumrandeter Blue Ensign mit Markuslöwen |
|        | 1875–1906            | Kolonialflagge Jamaikas                                                                 | Blue Ensign mit dem Wappen Jamaikas (auf weißem Kreis Wappenschild mit rotem Georgskreuz, in den Kreuzarmen und im Zentrum je eine Ananasfrucht, über dem Schild ein silberner Helm und ein Krokodil) |
|        | 1906–1957            | Kolonialflagge Jamaikas                                                                 | Blue Ensign mit dem Wappen Jamaikas (auf weißem Kreis Wappenschild mit rotem Georgskreuz, in den Kreuzarmen und im Zentrum je eine Ananasfrucht, als Schildhalter links eine Indianerin mit einem Korb Ananas, rechts ein Indianer mit einem Speer, über dem Schild ein Krokodil. Wappenspruch: Indus uterque serviet uni)                                                                                     |
|        | 1957–1962            | Kolonialflagge Jamaikas                                                                 | Blue Ensign mit dem Wappen Jamaikas (auf weißem Kreis Wappenschild mit rotem Georgskreuz, in den Kreuzarmen und im Zentrum je eine Ananasfrucht, als Schildhalter links eine Indianerin mit einem Korb Ananas, rechts ein Indianer mit einem Speer, über dem Schild ein goldener Panzerhelm und ein Krokodil. Wappenspruch: Indus uterque serviet uni)                                                         |
|        | 1962                 | Kolonialflagge Jamaikas                                                                 | Blue Ensign mit dem Wappen Jamaikas (auf weißem Kreis Wappenschild mit rotem Georgskreuz, in den Kreuzarmen und im Zentrum je eine Ananasfrucht, als Schildhalter links eine Indianerin mit einem Korb Ananas, rechts ein Indianer mit einem Speer, über dem Schild ein goldener Panzerhelm und ein Krokodil. Wappenspruch: Out Of Many, One People)                                                           |
|        | 1922–1961            | Britische Kolonialflagge von Kamerun                                                    | Blue Ensign mit Siegel Kameruns und den Worten BRITISH CAMEROON umgebene Bananentraube |
|        | –1965                | Kolonial- und ab 1931 Nationalflagge Kanadas                                            | Red Ensign mit dem Wappenschild Kanadas (4 Viertel im oberen Teil im Uhrzeigersinn: 3 englische Löwen, 1 schottischer, 3 goldene Fleur-de-Lis (französische Lilien) auf blauem Grund, goldene irische Harfe auf blauem Grund, darunter 3 rote Ahornblätter auf weißem Grund) |
|        | –1910                | Flagge der Kapkolonie (später Kapprovinz in Südafrika)                                  | Blue Ensign mit dem Wappen der Kapkolonie |
|        | 1886–1909            | Kolonialflagge von Lagos                                                                | Blue Ensign mit dem abgewandelten Wappen der Kolonialflagge Britisch-Westafrikas (Elefant auf gelbem Sand vor grünen Bergen und einer grünen Palme, darunter in roter Schrift: „L.“) |
|        | 1875–1939            | Kolonialflagge von St. Lucia                                                            | Blue Ensign mit dem Emblem St. Lucias |
|        | 1939–1967            | Kolonialflagge von St. Lucia                                                            | Blue Ensign mit dem Wappen St. Lucias |
|        | 1946–1948            | Flagge der Malaiischen Union                                                            | Weiß-rot-gelb-schwarz gestreifte Flagge mit malaysischem Tiger im Zentrum |
|        | 1914–1953            | Kolonialflagge Malawis (Njassaland)                                                     | Blue Ensign mit dem Wappenschild Malawis (oben eine aufgehende goldene Sonne vor blauem Himmel, in der Mitte ein goldener Löwe auf weißem Grund) |
|        | –1943                | Kolonialflagge Maltas                                                                   | Blue Ensign mit dem Wappenschild Maltas in einem weißen Kreis (Der Schild ist senkrecht geteilt: links weiß, rechts rot) Die Handelsflagge war ab 1921 ein Red Ensign mit dem Wappenschild in einem weißen Kreis. |
|        | 1943–1947            | Kolonialflagge Maltas                                                                   | Blue Ensign mit dem Wappenschild Maltas in einem weißen Kreis (Der Schild ist senkrecht geteilt: links weiß, rechts rot, im linken Obereck des Schildes ein weißes Georgskreuz auf blauem Grund) Die Handelsflagge war eine entsprechende Red Ensign. |
|        | 1947–1964            | Kolonialflagge Maltas                                                                   | weiß-rote Bikolore mit dem weißen Georgskreuz auf blauem Grund im linken Obereck (1964–1974 dieselbe Flagge mit dem Royal Standard-Symbol der Königin im Zentrum) |
|        | 1906–1923            | Kolonialflagge von Mauritius                                                            | Blue Ensign mit dem Wappen von Mauritius in einem weißen Kreis |
|        | 1923–1968            | Kolonialflagge von Mauritius                                                            | Blue Ensign mit dem Wappen von Mauritius |
|        | 1907–1949            | Flagge von Neufundland                                                                  | Red Ensign mit dem Wappen von Neufundland |
|        | 1914–1960            | Kolonialflagge von Nigeria                                                              | Blue Ensign mit dem Wappen von Nigeria (roter Kreis mit einem grünen Davidstern und einer grünen Krone im Zentrum) |
|        | 1882–1963            | Kolonialflagge Nord-Borneos                                                             | Blue Ensign mit dem Emblem Nordborneos (roter Löwe in goldenem Kreis) |
|        | 1939–1953            | Kolonialflagge von Nordrhodesien (heute Sambia)                                         | Blue Ensign mit dem Wappen von Nordrhodesien (goldener Adler auf blauem Grund, darunter 7 senkrechte weiße Wellenlinien auf schwarzem Grund) |
|        | 1900–1910            | Kolonialflagge der Oranjefluss-Kolonie                                                  | Blue Ensign mit dem Emblem der Kolonie |
|        | –1963                | Kolonialflagge Ostafrikas (heute: Kenia)                                                | Blue Ensign mit dem Wappen Kenias (aufgerichteter roter Löwe auf einem weißen Kreis) |
|        | 1920–1948            | Flagge des Völkerbundsmandats für Palästina                                             | Red Ensign mit dem Wort „Palästina“ in weißem Kreis |
|        | 1906–1949            | Flagge des Papuaterritoriums                                                            | Blue Ensign mit dem Wort „Papua“ unter einer Krone in weißem Kreis |
|        | 1841–1848            | Flagge von Sarawak bis 1848                                                             | |
|        | 1946–1963            | Kolonialflagge von Sarawak                                                              | Blue Ensign mit dem Wappen von Sarawak (gelber Hintergrund, zentrales Georgskreuz, rechts rot, links schwarz, im Zentrum goldene Krone, identisch mit der Flagge des Königreiches Sarawak (um 1870).) |
|        | 1950–1960            | Kolonialflagge von Britisch-Somaliland                                                  | Blue Ensign mit dem Wappen von Britisch-Somaliland in weißem Kreis |
|        | 1874–1942            | Kolonialflagge der Straits Settlements                                                  | Blue Ensign mit einem Emblem der Kolonie in einem weißen Kreis |
|        | 1910–1928            | Kolonialflagge von Südafrika (bis 1951 Handelsflagge)                                   | Red Ensign mit dem Wappen von Südafrika |
|        | –1963                | Kolonialflagge von Südjemen                                                             | Blue Ensign mit dem Wappen von Südjemen (blauer Kreis, weiße Wellen im Vordergrund, 2 Daus im Mittelgrund, ein grüner Felsen dahinter) |
|        | 1924–1953            | Kolonialflagge von Südrhodesien (heute Simbabwe)                                        | Blue Ensign mit dem Wappen Südrhodesiens (Schild mit rotem Löwen auf weißem Grund im oberen Teil und goldene Spitzhacke auf grünem Grund unten) |
|        | 1964–1968            | Kolonialflagge von Südrhodesien                                                         | wie Flagge von 1924–1953, nur mit hellerem Blau als Flaggentuch |
|        | 1968–1979            | Kolonialflagge von Südrhodesien                                                         | Vertikal geteilte Grün-Weiß-Grüne Flagge mit dem Wappen im Zentrum. Den Schild des Wappens bildet das bisherige Wappen. Schildträger sind zwei Kudus, über dem Schild der Vogel Simbabwes. |
|        | 1919–1961            | Kolonialflagge Tanganjikas                                                              | Red Ensign mit einem Giraffenkopf in weißem Kreis |
|        | 1889–1958            | Kolonialflagge von Trinidad und Tobago                                                  | Blue Ensign mit Emblem der Kolonie |
|        | 1958–1962            | Kolonialflagge von Trinidad und Tobago                                                  | Blue Ensign mit Wappen der Kolonie |
|        | –1962                | Kolonialflagge Ugandas                                                                  | Blue Ensign mit dem Wappen Ugandas (Kreisrund, Kronenkranich auf grünem Untergrund mit blauem Himmel) |
|        | –1979                | Kolonialflagge von St. Vincent und den Grenadinen                                       | Blue Ensign mit dem Emblem von St. Vincents und der Grenadinen |
|        | 1953–1963            | Kolonialflagge der Zentralafrikanischen Föderation (heute: Simbabwe, Sambia und Malawi) | Blue Ensign mit dem Wappen der Zentralafrikanischen Föderation (aufgehende goldene Sonne vor blauem Himmel, darunter ein roter englischer Löwe, zuunterst 7 senkrechte weiße Wellenlinien auf schwarzem Grund) |
|        | 1807–1890            | Kolonialflagge von Helgoland                                                            | Blasonierung: Zweimal geteilt von Grün, Rot und Silber mit dem Union Jack in der oberen Mastecke |
|        | 1881–1922            | Kolonialflagge Britisch-Zyperns                                                         | Blue Ensign mit weißen Badge und den Buchstaben C.H.C. (für Cyprus High Commissioner) |
|        | 1922–1960            | Kolonialflagge Britisch-Zyperns                                                         | Blue Ensign mit dem Wappen Zyperns (2 rote englische Löwen) |

## Auf britischen Flaggen basierende Flaggen anderer Staaten und deren Glieder

### Australien

#### National- und Dienstflaggen
| Flagge | Datum | Funktion                              | Beschreibung |
| ------ | ----- | ------------------------------------- | --- |
|        | 1909– | Nationalflagge Australiens            | Blue Ensign mit dem aus 4 weißen siebenzackigen und einem fünfzackigen Stern bestehenden Kreuz des Südens im Flugteil und einem großen weißen siebenzackigen Stern im unteren Liek       |
|        | 1909– | Handelsflagge Australiens             | Red Ensign – Version der Flagge Australiens (Rotes Tuch, Union Jack in der Gösch, die Sterne weiß)                                                                                       |
|        | 1967– | Flagge der Australischen Kriegsmarine | White Ensign – Version der Flagge Australiens (Weißes Tuch, Union Jack in der Gösch, die Sterne blau)                                                                                    |
|        | 1982– | Flagge der Australischen Luftwaffe    | Version der Flagge Australiens (Hellblaues Tuch, Union Jack in der Gösch, Kreuz des Südens schräg nach innen geschoben um Platz für die Kokarde der Australischen Luftwaffe zu schaffen) |

#### Flaggen der Bundesstaaten
siehe auch: Flaggen der Australischen Bundesstaaten und Territorien 
| Flagge | Datum | Bundesstaat                | Beschreibung |
| ------ | ----- | -------------------------- | --- |
|        | 1876– | Flagge von New South Wales | Blue Ensign mit dem Wappen von New South Wales im Flugteil (weißer Kreis mit einem Georgskreuz im Zentrum, in den Armen des Kreuzes jeweils ein goldener Stern, im Zentrum ein goldener englischer Löwe) |
|        | 1876– | Flagge von Queensland      | Blue Ensign mit dem Wappen von Queensland im Flugteil (weißer Kreis mit einem blauen Malteserkreuz, im Zentrum eine rot-goldene Krone)                                                                   |
|        | 1904– | Flagge von Südaustralien   | Blue Ensign mit dem Wappen von South Australia im Flugteil (goldener Kreis mit einem Vogel mit ausgebreiteten Schwingen, allgemein als Flötenvogel erkannt)                                              |
|        | 1876– | Flagge von Tasmanien       | Blue Ensign mit dem Wappen von Tasmanien im Flugteil (weißer Kreis mit einem roten Löwen) |
|        | 1877– | Flagge von Victoria        | Blue Ensign mit einem gekrönten Kreuz des Südens im Flugteil |
|        | 1875– | Flagge von Westaustralien  | Blue Ensign mit dem Wappen Western Australias im Flugteil (goldener Kreis mit einem Schwarzschwan) |

#### Historische australische Flaggen nach britischer Vorlage
| Flagge | Datum   | Funktion                                                               | Beschreibung                                                                                         |
| ------ | ------- | ---------------------------------------------------------------------- | --- |
|        | um 1823 | National Colonial Flag Australiens                                     | Rotes Georgskreuz auf weißem Grund mit 4 weißen Sternen in den Armen (wahrscheinliche Darstellung)   |
|        | ab 1831 | New South Wales Ensign später Australien Federation Flag (inoffiziell) | Abart der White Ensign mit blauem Georgskreuz und 5 weißen Sternen, 4 in den Armen, einer im Zentrum |
|        | ab 1851 | Flagge der Anti Transport League                                       | Blue Ensign mit 5 goldenen Sternen im Flugteil                                                       |

### Australasien (Australien und Neuseeland)
| Flagge | Datum     | Funktion                                                                                                  | Beschreibung |
| ------ | --------- | --- | --- |
|        | 1905–1912 | Flagge Australasiens, verwendet bei den Olympischen Spielen 1908 und 1912, sowie beim Davis Cup 1905–1912 | Das Blue Ensign zeigt in der Gösch den Union Jack und im blauen Feld die Sterne des Kreuzes des Südens, das in beiden Nationalflaggen vorkommt. |

### Fidschi
siehe auch oben: Historische Kolonialflaggen des Empire 

#### National- und Dienstflaggen
| Flagge | Datum | Funktion                              | Beschreibung |
| ------ | ----- | ------------------------------------- | --- |
|        | 1970– | Nationalflagge der Fidschi-Inseln     | Blue Ensign mit deutlich hellerem Tuch und dem Wappenschild Fidschis im Flugteil (oben der britische Löwe, unterer Teil durch Georgskreuz geviertelt, Zuckerrohrpflanze, Palme, Friedenstaube und Bananenstaude in den Ecken) |
|        |       | Handelsflagge Fidschis                | Red Ensign mit dem Wappenschild Fidschis |
|        |       | Dienstflagge Fidschis                 | Blue Ensign (dunkles Blau im Ton des Union Jack mit dem Wappenschild Fidschis) |
|        |       | Flagge der Kriegsmarine Fidschis      | White Ensign – Version (ohne Georgskreuz) mit dem Wappenschild Fidschis |
|        |       | Flagge der zivilen Luftfahrt Fidschis | hellblaue Flagge, geviertelt durch ein weißumrandetes dunkelblaues Georgskreuz, Union Jack in der Gösch und auf dem rechten Arm des Kreuzes den Wappenschild Fidschis                                                         |

### Indien
siehe auch oben: Historische Kolonialflaggen des Empire 

#### Dienstflaggen
| Flagge | Datum | Funktion                     | Beschreibung |
| ------ | ----- | ---------------------------- | --- |
|        |       | Dienstflagge zur See Indiens | Blue Ensign, anstelle des Union Jacks die Flagge Indiens |
|        |       | Handelsflagge Indiens        | Red Ensign, anstelle des Union Jacks die Flagge Indiens |
|        |       | Seekriegsflagge Indiens      | White Ensign, anstelle des Union Jacks die Flagge Indiens |
|        |       | Flagge der Luftwaffe Indiens | Indische Flagge als Gösch auf hellblauem Tuch. Im Flugteil das Hoheitszeichen der indischen Luftwaffe als Wappen (Kokarde aus drei konzentrischen Kreisen, der Äußere safranfarben, der Mittlere Weiß und der zentrale Grün). |

### Kanada
siehe auch oben: Historische Kolonialflaggen des Empire und Liste kanadischer Flaggen

#### Britisch basierende Flaggen derProvinzen und Territorien Kanadas
| Flagge | Datum | Provinz                     | Beschreibung |
| ------ | ----- | --------------------------- | --- |
|        |       | Flagge von British Columbia | Im oberen Teil ein Union Jack mit einer Krone im Zentrum, darunter 4 blaue Wellenlinien auf weißem Grund mit einer goldenen aufgehende Sonne |
|        |       | Flagge von Manitoba         | Red Ensign mit dem Wappen Manitobas im Flugteil (Wappenschild, mit der Flagge Englands oben und einem Büffel unten)                          |
|        |       | Flagge von Ontario          | Red Ensign mit dem Wappen Ontarios im Flugteil (Wappenschild, mit der Flagge Englands oben und drei Ahornblättern unten)                     |

### Neuseeland

#### National- und Dienstflaggen
| Flagge | Datum | Funktion                                 | Beschreibung |
| ------ | ----- | ---------------------------------------- | --- |
|        | 1869– | Nationalflagge Neuseelands               | Blue Ensign mit 4 weißumrandeten roten Sternen im Flugteil, die das Kreuz des Südens bilden                                           |
|        |       | Handelsflagge Neuseelands                | Red Ensign mit 4 weißen Sternen im Flugteil, die das Kreuz des Südens bilden                                                          |
|        |       | Flagge der Neuseeländischen Kriegsmarine | White Ensign-Abart, Union Jack in der Gösch auf weißem Tuch, 4 rote Sterne nach dem Vorbild der Nationalflagge angeordnet im Flugteil |

#### Flaggen abhängiger Gebiete
| Flagge | Datum | abhängiges Gebiet     | Beschreibung |
| ------ | ----- | --------------------- | --- |
|        | 1979– | Flagge der Cookinseln | Blue Ensign mit 15 kreisförmig angeordneten weißen Sternen                                                                                         |
|        | 1975– | Flagge von Niue       | Gelbes Grundtuch, Union Jack in der Gösch mit 4 goldenen Sternen in den Armen des Georgskreuzes und einem blauumkreisten goldenen Stern im Zentrum |

### Südafrika
siehe auch oben: Historische Kolonialflaggen des Empire 

#### Ehemalige Nationalflagge
| Flagge | Datum     | Funktion                      | Beschreibung |
| ------ | --------- | ----------------------------- | --- |
|        | 1928–1994 | historische Flagge Südafrikas | Variante der Flagge der Niederlande, drei Querstreifen, orange, weiß und blau, als Wappen im Zentrum von links nach rechts: der gespiegelte Union Jack, quer die Flagge des Oranje-Freistaates und die Flagge der Südafrikanischen Republik |

### Tuvalu
siehe auch oben: Historische Kolonialflaggen des Empire 

#### Nationalflagge
| Flagge | Datum     | Funktion             | Beschreibung                                                                   |
| ------ | --------- | -------------------- | ------------------------------------------------------------------------------ |
|        | 1978–1995 | Flagge Tuvalus       | Blue Ensign-Version auf hellblauem Flaggentuch mit 9 gelben Sternen            |
|        | 1997–     | Flagge Tuvalus       | Blue Ensign-Version auf hellblauem Flaggentuch mit 9 gelben Sternen            |
|        | 1997–     | Staatsflagge Tuvalus | Blue Ensign-Version auf hellblauem Flaggentuch mit 9 gelben Sternen und Wappen |

### Vereinigte Staaten
| Flagge | Datum   | Funktion                                                      | Beschreibung                                                                |
| ------ | ------- | ------------------------------------------------------------- | --------------------------------------------------------------------------- |
|        | um 1775 | historische Flagge der Vereinigten Staaten (Grand Union Flag) | 7 rote und 6 weiße Streifen mit dem alten Union Jack in der Gösch           |
|        | 1816–   | Flagge des US-Bundesstaates Hawaii                            | 8 Querstreifen abwechwselnd weiß, rot, blau und in der Gösch der Union Jack |